# 게이다

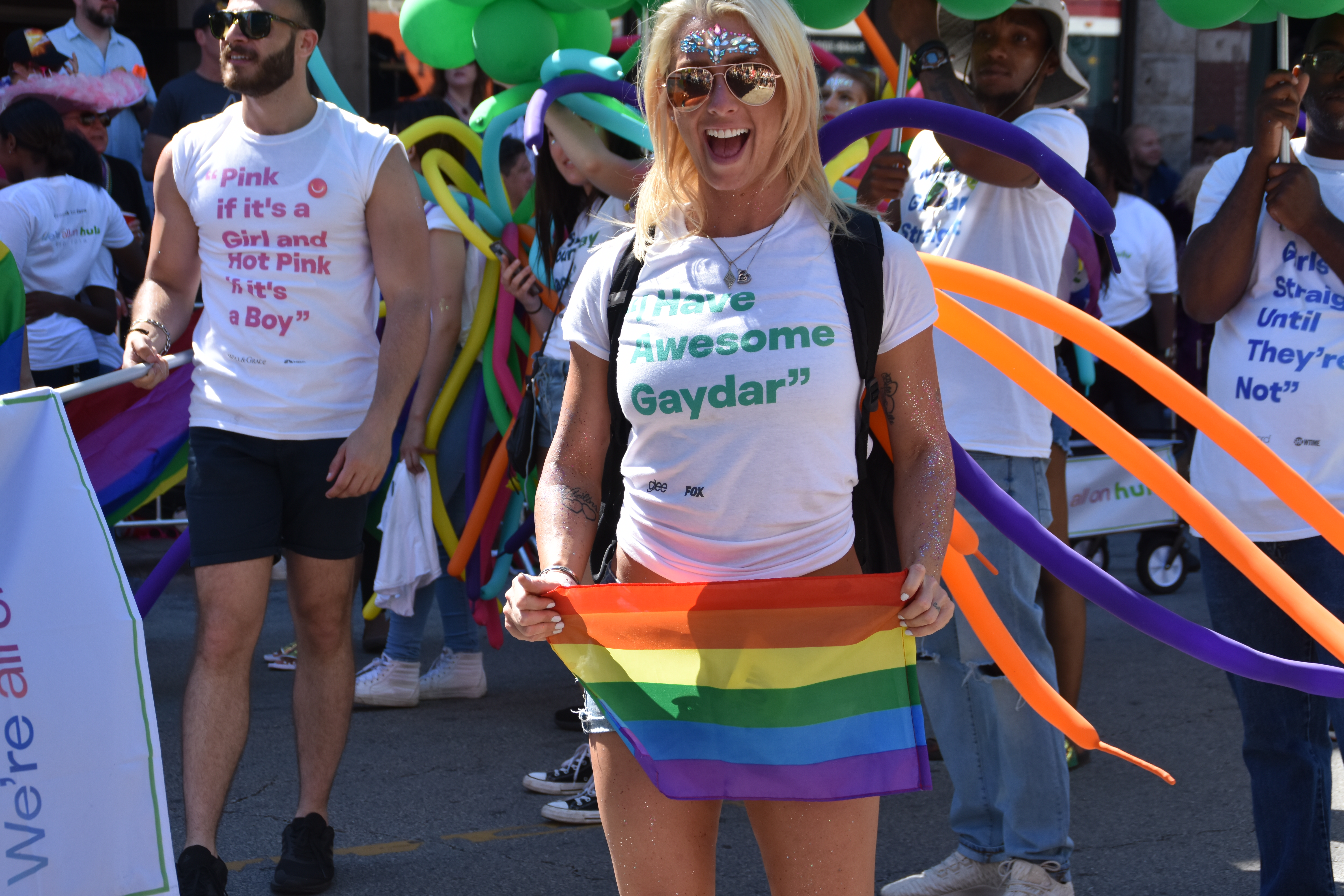
2018년 프라이드 퍼레이드 참석자, "아이 해브 어썸 게이다르"라고 적힌 셔츠를 입고 있다.

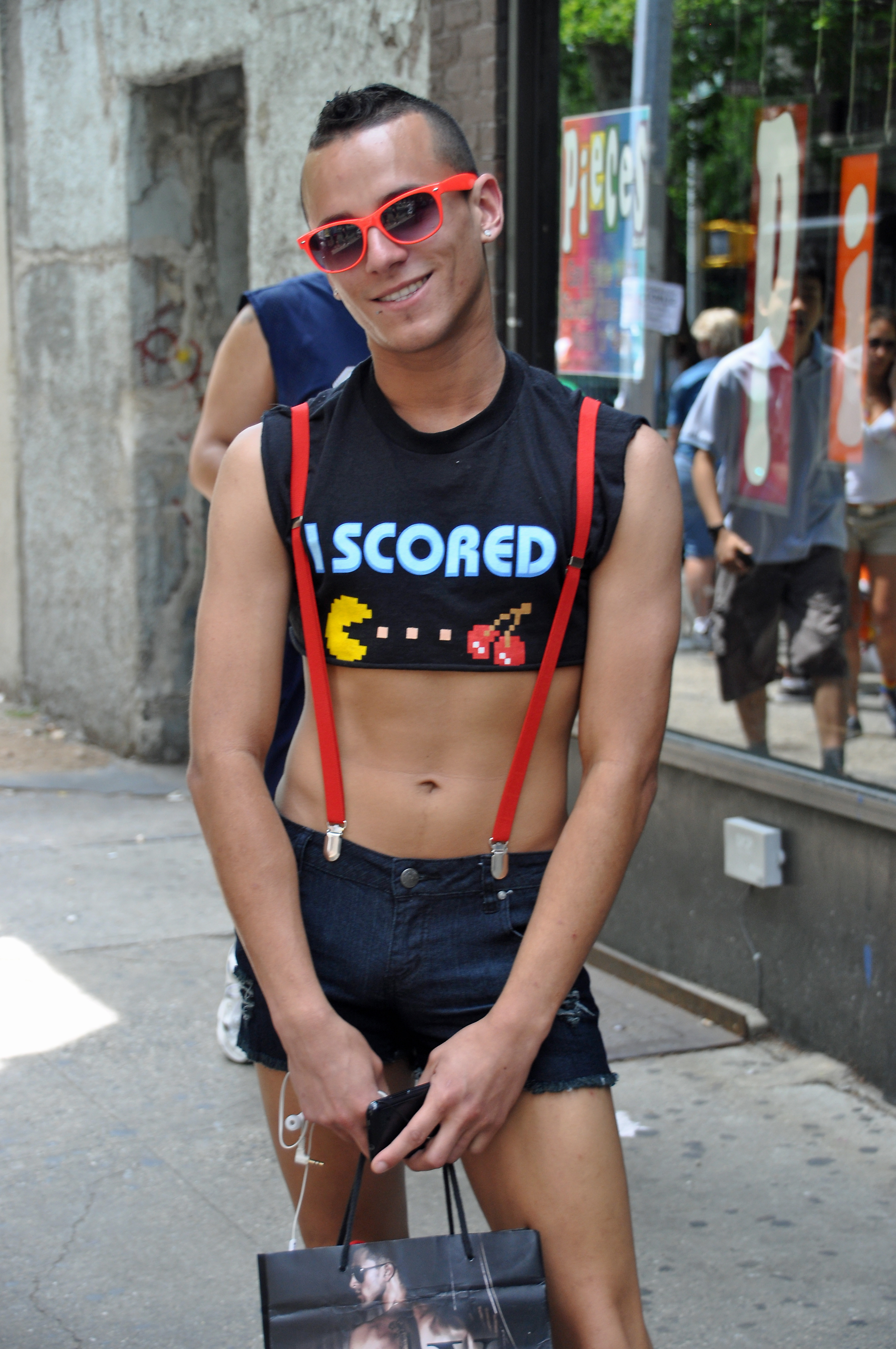
퀴어 커뮤니티와의 연관성을 나타낼 수 있는 패션을 입은 2011년 뉴욕 프라이드 참석자

게이다(gaydar)는 게이(gay)와 레이다(radar)의 합성어로, 사람의 성적 지향이 동성애자, 또는 양성애자, 이성애자인지 판별하는 직관적 능력을 말한다. 게이다는 대체로 비언어적 증거와 성소수자에 대한 고정관념에만 의존하는 경향이 있다. 여기에는 현란한 신체 언어 사용, 그 사람이 말할 때의 목소리 톤, 공공연하게 관념적인 성 역할에 반대되는 모습, 그 사람의 직업과 치장 습관과 같이 사회적 행동과 매너리즘에 민감한 요소들을 포함하며, 이 예시에 포함되지 않은 다른 요소도 작용할 수 있다.
겉모양이나 행동으로 성적 지향을 파악하는 것은 전형적인 "게이" 패션을 따르지 않는 남성적인 동성애자 남성이나, 패셔너블한 도시 동성애자 남성의 전형적인 모습의 라이프스타일, 소비 습관, 관계를 따르는 성에 관심이 없는 메트로섹슈얼 남성을 파악할 경우에는 종종 어려움이 따른다.
미국 방송 회사(ABC)의 뉴스 20/20에서는 게이다는 존재하는데, 성적지향성에 대해 문제의식을 가지고 있는 게이에 대해서는 그들 자신이 누가 게이인지에 대해 관심이 있기 때문에 더욱 유효하게 작동한다고 보도했다.

## 과학적 연구
게이다가 실제로 존재하는지 혹은 그저 도시전설인지를 판정하기 위한 과학적 연구들이 행해져 왔다.
Journal of Psychological Science지에 게재된 필라델피아의 Monell Chemical Senses Center에서 행해진 연구에서는, "게이는 다른 게이의 사향(麝香)을 매우 잘 검출해낸다"는 결론을 얻었다.
William Lee Adams는 스승인 Nalini Ambady의 이전 연구를 재현했다. 1999년에 발표된 Ambady의 원래 연구에서는, 게이는 이성애자보다 정확하게 무음 비디오와 사진에 나타난 인물의 성적지향성을 판정했다는 결과를 얻었다. 2004년 시작된 Adams의 연구에서는, 대부분의 사회교류에서 접점 역할을 하는 얼굴에 초점을 맞추어 연구를 시행했다. 2007년, Adams 등의 연구에 의하면 사람들은 1장의 사진만을 본 것만으로도 유의한 확률로 게이를 집어낼 수 있었다고 한다. 정확하게는, 헤어스타일까지 포함한 사진을 보았을 때 정확하다고 말할 수 있는 수치에 근접했다.
2009년 연구에서는 같은 방법으로 여성의 성적지향성을 판별하는 경우, 의식적으로 숙고하기보다는 앉은 자리에서 판단한 편이 정확성이 높다는 점을 밝혀냈다.

또다른 연구들은 사람들이 목소리만으로 게이인지 아닌지를 판별할 수 있다는 점을 밝혀냈지만, 주로 남성에 치중된 한계가 있다.

## 같이 보기
- 생체인증
- 생물학과 성적 지향